# 女孩，四繹
《女孩，四繹》（韓語：페르소나，英語：Persona）是由Netflix發行的韓國独立单元剧。劇名“Persona”原意即為“不同於真實內在的外顯人格、或刻意扮演的角色”，因此本劇編排上比起劇情的鋪陳，更著重在演員詮釋不同的角色時所呈現多樣化的樣貌和魅力。第一季由李知恩(IU)主演，包含了四篇每集約20分鐘；並由四位不同導演分別執導的獨立短篇故事。四個短篇依序為《愛情零局》、《久不腐敗》、《親吻是罪》、《走在夜裡》，同步於2019年4月11日播出。第二季原預計在2020年播出，但由於主演崔真理（雪莉）過世，發行計畫可能生變。電影公司表示他們仍在研究如何處理後續的問題，可能會更換女主角，但亦有可能會終止整個計劃。
2023年11月13日，由雪莉出演的第二季《雪莉，四绎》已於Netflix上架。

## 演員

### 第1季

#### 主演
- 李知恩(IU)[3] 飾演 IU / 恩 / 韓娜 / 知恩

#### 《愛情零局》
- 裴斗娜 飾演 斗娜
- 金太勳 飾演 IU的父親
- 皮爾斯．康蘭 飾演 皮爾斯

#### 《久不腐敗》
- 朴海秀 飾演 白正宇
- 鄭基勳 飾演 恩的瑜伽朋友
- 裴素瑩 飾演 智秀
- 朱賀秀 飾演 智秀的男朋友
- 安德鲁·萊斯·貝斯里 飾演 恩的外國朋友
- 瑪莉歐·里昂·安德恩 飾演 恩的外國朋友

#### 《親吻是罪》
- 沈達琪 飾演 惠福
- 李成旭 飾演 重根

#### 《走在夜裡》
- 鄭準元 飾演 K

### 第2季

#### 《純淨之島》
- 崔真理 飾演 4

## 集數

### 第1季
| 集數 | 標題     | 導演   | 編劇   | 首播日期      |
| ---- | -------- | ------ | ------ | ------------- |
| 1    | 愛情零局 | 李京美 | 李京美 | 2019年4月11日 |
| 2    | 久不腐敗 | 林弼成 | 林弼成 | 2019年4月11日 |
| 3    | 親吻是罪 | 全高雲 | 全高雲 | 2019年4月11日 |
| 4    | 走在夜裡 | 金宗寬 | 金宗寬 | 2019年4月11日 |

## 劇情

### 《愛情零局》
第一部短片《愛情零局》由李京美執導；

立場迥異的兩個女人為了爭奪一個男人，私下約定以能否留在男人身邊作為賭注，進行了一場血汗交織的網球對決。

### 《久不腐敗》
第二部短片《久不腐敗》由林弼成執導；

講述一個魅力十足、神秘莫測的女人能夠讓任何男人為她掏心掏肺。導演說這個故事很大程度上受到IU的歌曲Jam Jam的啟發，而IU認為這個角色獨特而自由奔放，未曾在其他電影或書籍中見到過類似角色，因此可能是詮釋起來最難的一個。

### 《親吻是罪》
第三個短片《親吻是罪》由全高雲執導；

有關兩個女孩為了進行甜蜜的復仇，最終引發大火的故事。

### 《走在夜裡》
第四個短片《走在夜裡》由金宗寬執導；

一對戀人因故別離，然後在夢中再次相遇。導演說自己更關注的是人與人之間的關係，而不是感情。

## 上映
第一季原定於2019年4月5日在Netflix上發布 ，但由於第三篇《親吻是罪》含有部分森林火災畫面，出於對江原道森林大火受害者的尊重，該發布被推遲至4月11日。  

## 製作
獨立短篇故事由韓國歌手、主持人尹鐘信擔任製片人，他提到選擇在Netflix上線的原因是不希望它被遺忘，想在一個持續性的平台上為創作者和製作人服務，「我希望通過得到觀眾的喜歡，人們能在多年後依舊記得Persona。我一直想打造一個系列，尤其是看過《黑鏡》之後。 」
尹鐘信說最開始的念頭很簡單，「音樂即故事」，跟電影和廣告一樣，「我看了一些電影短片，非常有趣，希望能讓更多人看到這些很好的故事。當導演拍攝短片時，他們往往充滿創造力。然後我見了一些不同的導演，於是一個演員、多個導演的想法就浮現了。」
考量此系列劇的永續性與國際性，尹鐘信與導演們討論之後做了一個不同以往的嘗試「先決定主角，才決定劇本」，不過IU在沒有腳本的前提下爽快答應出演也令他感到驚訝。
Mystic娛樂 於2019年10月23日宣布，由於主演崔真理(雪莉)在拍攝《女孩．四繹》第二季（共五集）的第二集後過世，因此將會暫停製作《女孩．四繹》的續作。

## 市場反應
IU一人分飾四角主演，不同於她以往相對清純的螢幕形象，IU在這部影集除了以帶有獨特魅力的多變角色來給予觀眾一次新鮮的體驗之外，同時也是她首次挑戰19禁作品的大膽嘗試。《女孩，四繹》於Netflix 2019年韓國地區最受歡迎的節目中，位列第六。

## 外部連結
- 在Netflix上觀看《女孩，四繹》
- 互联网电影数据库（IMDb）上《女孩，四繹》的资料（英文）
- 《女孩，四繹》在HanCinema的页面（英文）